# 식충생물
식충생물(insectivore)은 곤충을 잡아먹는 육식 동물 또는 식물이다. 동물에게는 식충동물(insectivorous animal), 식물에게는 식충식물(insectivorous plant)이라는 표현이 사용된다.

## 예시
식충생물의 예시에는 각기 다른 종류의 다음의 종을 포함한다: 잉어, 주머니쥐, 개구리목, 도마뱀아목(예: 카멜레온, 도마뱀붙이), 나이팅게일, 제비과, 가시두더지, 주머니개미핥기, 개미핥기, 아르마딜로, 땅돼지, 천산갑, 땅늑대, 박쥐, 거미. 대형 포유류도 곤충들을 먹는 것으로 기록되고 있다. 느림보곰이 최대 식충생물로 추정된다. 식충곤충의 예로는 잠자리하목, 말벌속, 무당벌레과, 파리매과, 사마귀목이 포함된다. 영장류의 경우 마모셋, 타마린, 안경원숭이, 갈라고, 아이아이 등을 예로 들 수 있다.

## 같이 보기
- 식충
- 식충목